# Affliction: Banned
Affliction: Banned（アフリクション：バンド）は、アメリカ合衆国の総合格闘技団体「Affliction」の大会の一つ。2008年7月19日、カリフォルニア州アナハイムのホンダセンターで開催された。
アパレルメーカー「アフリクション・クロージング」と総合格闘技団体「Adrenaline MMA」の共催で、大会名の「Affliction: Banned」は、Afflictionが総合格闘技ビジネスに進出したことにより、UFCで選手のアフリクション製のTシャツの着用が禁じられたことを受けて、それに対する皮肉を表現したものである。
メインイベントではPRIDEヘビー級王者エメリヤーエンコ・ヒョードルと元UFC世界ヘビー級王者ティム・シルビアによる、世界初の総合格闘技の統一タイトルである初代WAMMA世界ヘビー級王座決定戦が行われた。

## 大会概要
2008年5月20日にカリフォルニア州センチュリーシティで開催が発表された。開催発表後も出場予定選手が頻繁に入れ替わり、出場が予定されていたエメリヤーエンコ・アレキサンダー、ヴァーノン・"タイガー"・ホワイト、ブレット・クーパー、パトリック・スペイト、ジャスティン・レヴェンス、レイ・リザーマはいずれも欠場となり、最終的には全10カードによる開催となった。また、当初プレリミナリィカードとして予定されていたヤング対ホーミニックのフェザー級戦はメインカードに入れ替わった。
その他、UFCが対抗策として同日に無料放送の大会「UFC Fight Night: Silva vs. Irvin」の開催をぶつけたため、両者の鍔迫り合いが議論を呼んだ。
メインイベントではエメリヤーエンコ・ヒョードルがティム・シルビアを開始36秒で下し、初代WAMMA世界ヘビー級王座を獲得した。第8試合ではジョシュ・バーネットが約7年半振りの再戦でペドロ・ヒーゾをKOで破り、リベンジを果たした。
その他、リングアナウンサーをマイケル・バッファーが担当し、第2試合・第7試合終了後のインターバルではロックバンドのメガデスがライブを行った。

## 放送など
メインカードは全てThe Fight NetworkによるPPV放送のみであるが、プレリミナリィカードは全試合FOXスポーツネットによって無料放送された。
ヒョードル、バーネットら日本でもなじみの深いファイターが多数参戦していることもあり、同年7月25日よりDMM.comで日本向けに有料配信された。

## 試合結果

### プレリミナリィカード
第1試合 ヘビー級 5分3R
○  ポール・ブエンテロ vs.  ゲーリー・グッドリッジ ×
3R終了 判定3-0（30-27、29-28、30-27）
第2試合 ミドル級 5分3R
○  ビクトー・ベウフォート vs.  テリー・マーティン ×
2R 3:12 KO（スタンドパンチ連打）
第3試合 ウェルター級 5分3R
○  マイク・パイル vs.  JJ・アンブローズ ×
1R 2:51 チョークスリーパー
第4試合 ライトヘビー級 5分3R
○  アントニオ・ホジェリオ・ノゲイラ vs.  エドウィン・デューウィーズ ×
1R 4:06 TKO（レフェリーストップ：パウンド）

### メインカード
第5試合 ミドル級 5分3R
○  マット・リンドランド vs.  ファビオ・"ネガォン"・ナシメント ×
3R終了 判定3-0（30-27、30-26、30-27）
第6試合 ライトヘビー級 5分3R
○  レナート・ババル vs.  マイク・ホワイトヘッド ×
3R終了 判定3-0（30-27、30-27、30-27）
第7試合 フェザー級 5分3R
○  マーク・ホーミニック vs.  サヴァン・ヤング ×
2R 4:25 腕ひしぎ十字固め
第8試合 ヘビー級 5分3R
○  ジョシュ・バーネット vs.  ペドロ・ヒーゾ ×
2R 1:44 KO（左フック）
第9試合 ヘビー級 5分3R
○  アンドレイ・アルロフスキー vs.  ベン・ロズウェル ×
3R 1:13 KO（スタンドパンチ連打）
第10試合 WAMMA世界ヘビー級王座決定戦 5分5R
○  エメリヤーエンコ・ヒョードル vs.  ティム・シルビア ×
1R 0:36 チョークスリーパー
※ヒョードルが王座獲得に成功。